# Domaine du Lys-Chantilly
 (mai 2017).
Si vous disposez d'ouvrages ou d'articles de référence ou si vous connaissez des sites web de qualité traitant du thème abordé ici, merci de compléter l'article en donnant les références utiles à sa vérifiabilité et en les liant à la section « Notes et références ».
Le Domaine du Lys-Chantilly est un domaine privé à caractère d’habitation au sein d’un site boisé, situé sur les communes de Gouvieux et de Lamorlaye dans le département de l'Oise.

## Localisation
Situé dans le sud de l’Oise en bordure de la forêt de Chantilly, le Lys-Chantilly est à 36 km de Paris.
Le Domaine est à cheval sur les communes de Lamorlaye (pour 90 % de sa surface) et de Gouvieux.

## Historique

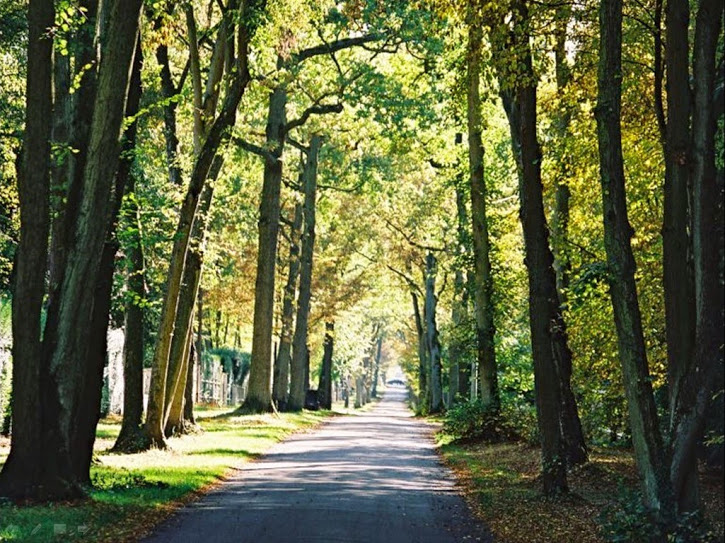
Domaine du Lys-Chantilly, Grande Avenue.

## Description
Le Domaine du Lys-Chantilly regroupe 1 515 propriétaires sur 680 ha et compte 45 km de voies. L'ensemble du domaine privé est ouvert à la circulation publique.